# Албера Лигуре
Албѐра Лѝгуре (на италиански: Albera Ligure; на пиемонтски: Albera, Албера, на местен диалект: Arbea, Арбеа) е село и община в Северна Италия, провинция Алесандрия, регион Пиемонт. Разположено е на 423 m надморска височина. Населението на общината е 329 души (към 2010 г.).